# Guillaume de Durfort (arcivescovo)
Guillaume de Durfort de Duras (XIII secolo – Rouen, 24 novembre 1330) è stato un arcivescovo cattolico francese.

## Biografia
Guillaume de Durfort sarebbe figlio di Guillaume-Bernard de Durfort, signore di Clermont-Dessous e Hélène de Gourdon-Castelnau. Guascone, apparteneva alla casata nobile Durfort de Duras. Suo fratello maggiore fu cavaliere, un altro fu invece priore della basilica di Notre-Dame de la Daurade a Tolosa.
Monaco benedettino, fu priore di Castelsarrasin (1285) e poi di Rabastens (1287), decano di Souillac (1291). Intorno al 1293 fu eletto abate di Moissac. Il 15 novembre 1306 fu nominato da papa Clemente V vescovo di Langres  e fu ordinato il 13 novembre dal cardinale Leonardo Patrasso.
Al Concilio di Vienne del 1311, Clemente V lo nominò vicario generale in rappresentanza della Santa Sede. Il 26 gennaio 1319 fu nominato arcivescovo di Rouen e si insediò il 17 marzo dello stesso anno.
Morì il 24 novembre 1330 e fu sepolto il 28 novembre nella cappella di Saint-Pierre e Saint-Paul della cattedrale di Rouen.

## Genealogia episcopale
La genealogia episcopale è:
- Cardinale Leonardo Patrasso, O.F.M.
- Arcivescovo Guillaume de Durfort, O.S.B.

## Stemma
| Image | Stemma |
| ----- | --- |
| \| \| | Guillaume de Dufort Vescovo di Langres, arcivescovo di Rouen e Primate di Normandia Uno scudo argentato con una banda azzurra. |
|       | |